# Alpesi sáska
Az alpesi sáska (Miramella alpina) a sáskafélék családjába tartozó, Európa hegyeiben honos sáskafaj.

## Megjelenése
Az alpesi sáska testhossza a hím esetében 15-20 mm, a nőstény 22-27 mm. Közepes méretű, színes sáska. Alapszíne fényes élénkzöld, változó mértékű fekete mintázattal. A szemektől széles fekete sáv húzódik a torpajzs hátsó széléig (a nőstényeknél) vagy egészen a potroh végéig (hímeknél). A hátsó comb alja piros, a lábszár sárga (a hímeknél a térd közelében feketés vagy kékes, néha az egész lábszár fekete). Szárnyai csökevényesek, pikkelyszerűek, barnás színűek.
Lárvái kezdetben barnák vagy feketék, csak az utolsó fejlődési stádiumokban zöldülnek ki. 
Nem ciripel, rágói összedörzsölésével adhat ki halk recsegő hangot.

### Hasonló fajok
A nőstények hasonlíthatnak a déli hegyisáskához, de annak élénkrózsaszínek a szárnypikkelyei.  

## Elterjedése
Közép- és Dél-Európa hegységeiben (Pireneusok, Francia-középhegység, Alpok és előhegyei -pl. Vogézek, Fekete-erdő -, Kárpátok) honos. Magyarországon csak az Alpokalján: a Kőszegi-hegységben és az Őrségben fordul elő. 

## Életmódja
Üde hegyi rétek, kaszálók, patakpartok, cserjések lakója. Olyan árnyékos, északi fekvésű élőhelyeken is megtalálható, ahol más sáska nem fordul elő. Helyenként gyakori, tömeges is lehet. Növényevő, füvekkel, kétszikű növények leveleivel, mohával, zuzmóval táplálkozik.
Kifejlett példányaival júniustól októberig találkozhatunk. A nőstények a nedves talajba rakják petéiket. Az áttelelő petékből májusban kelnek ki a lárvák, melyek ötször vedlenek. 

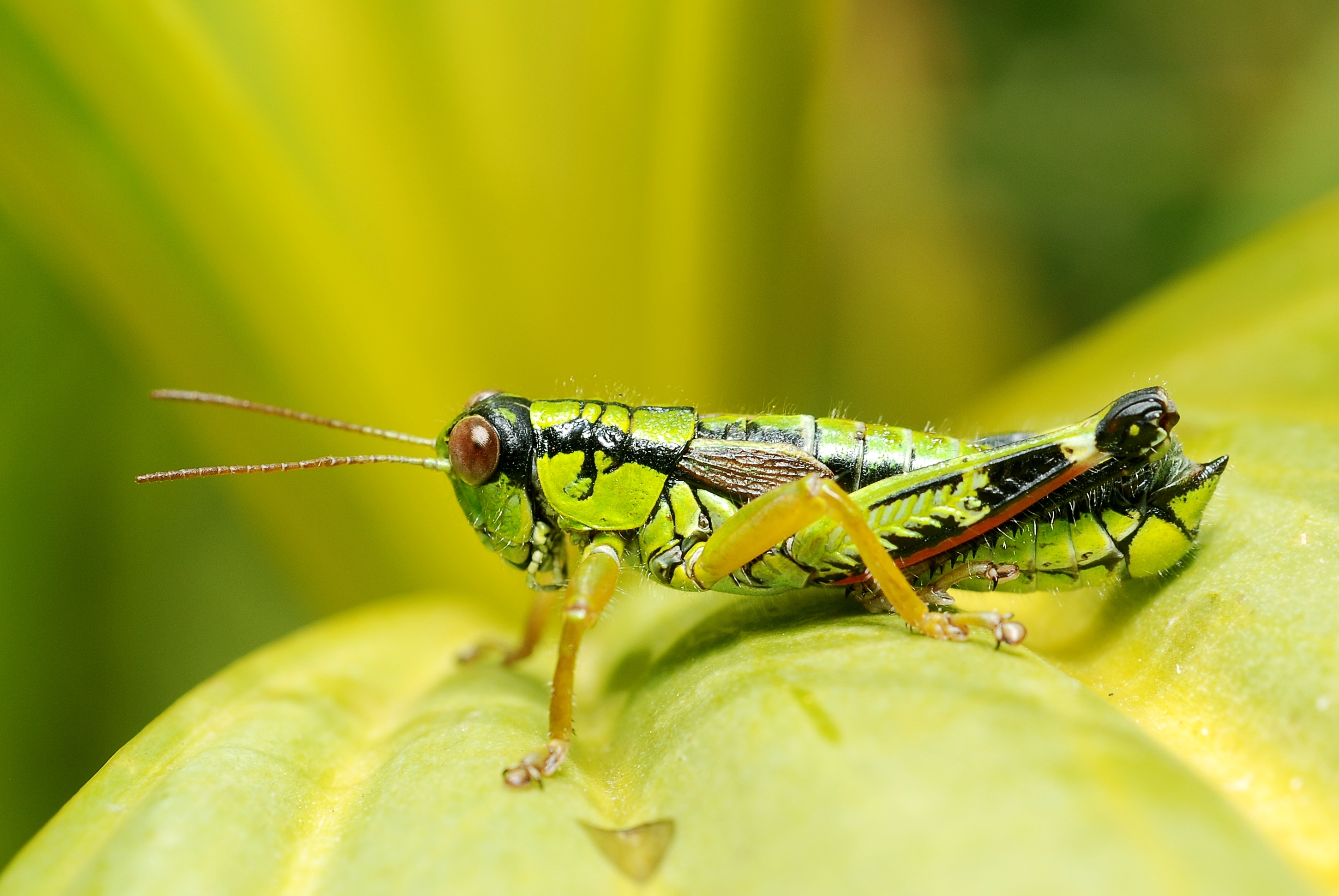
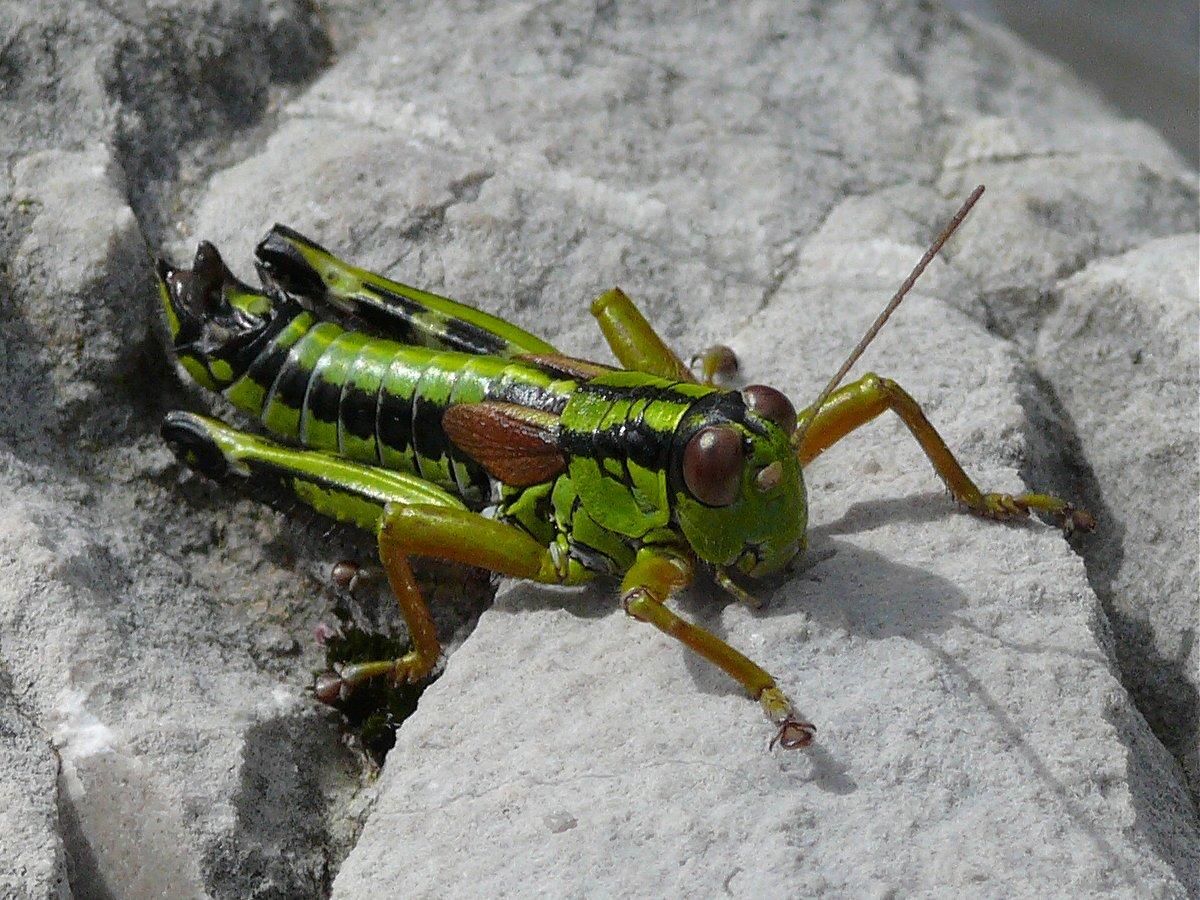
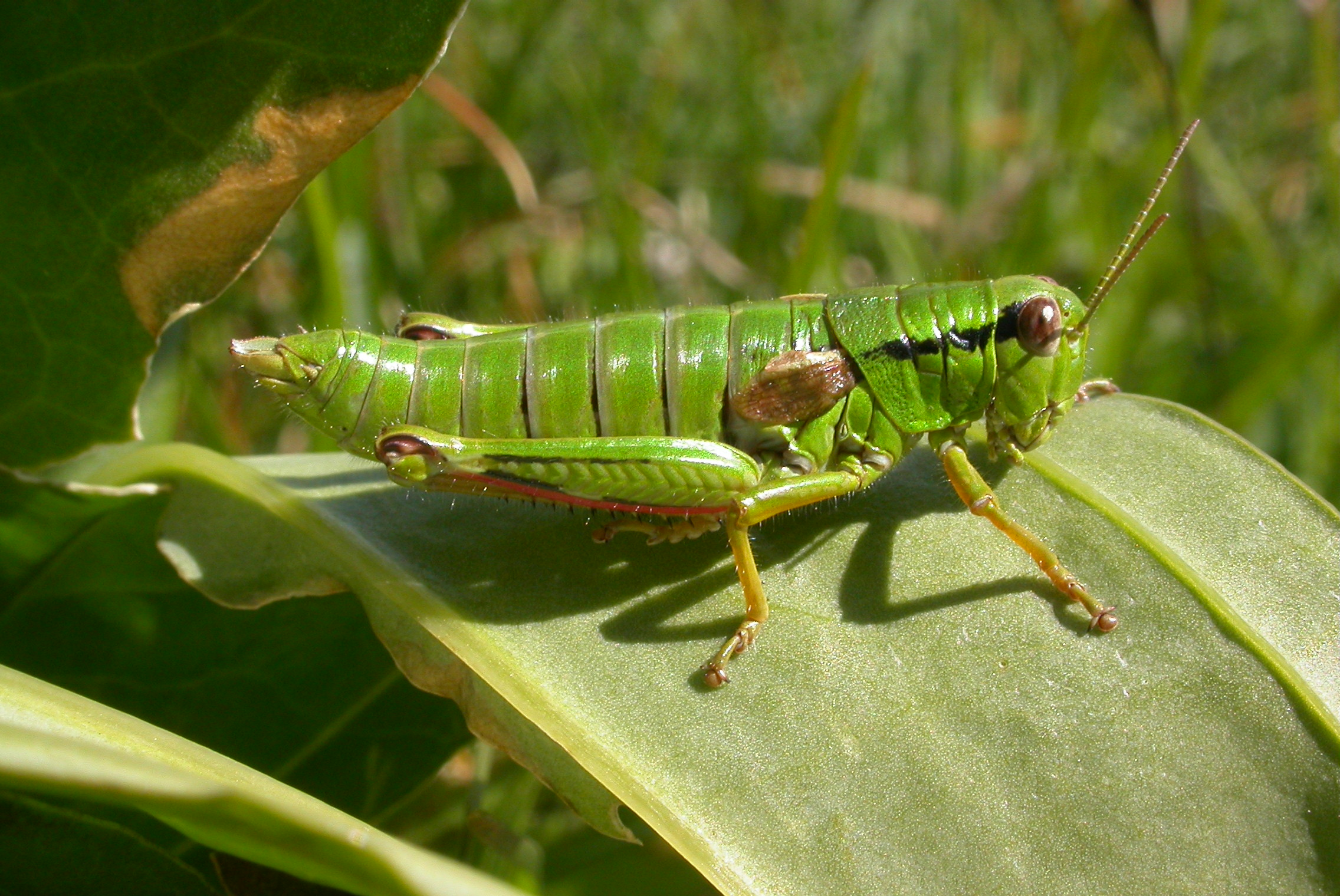
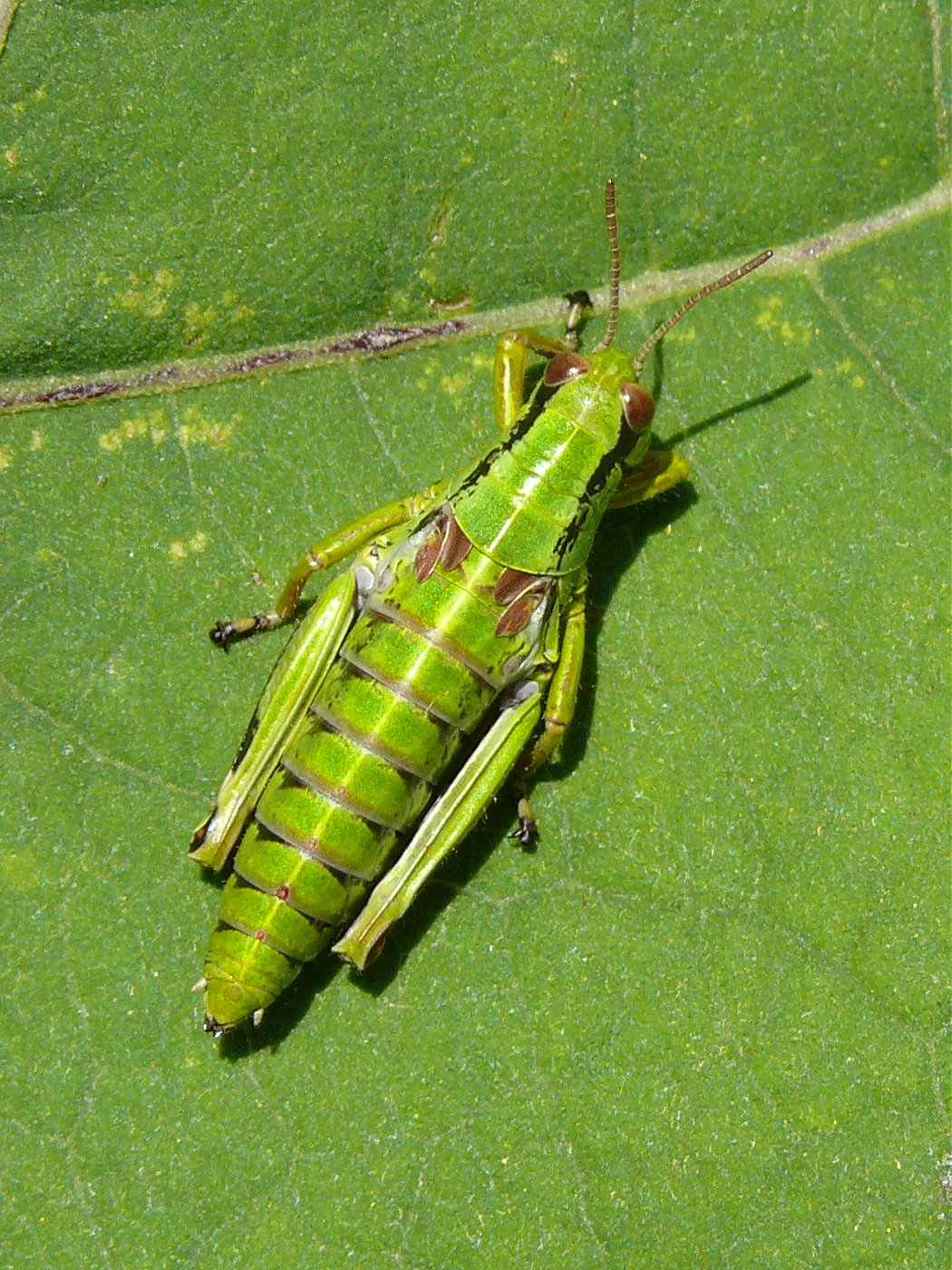
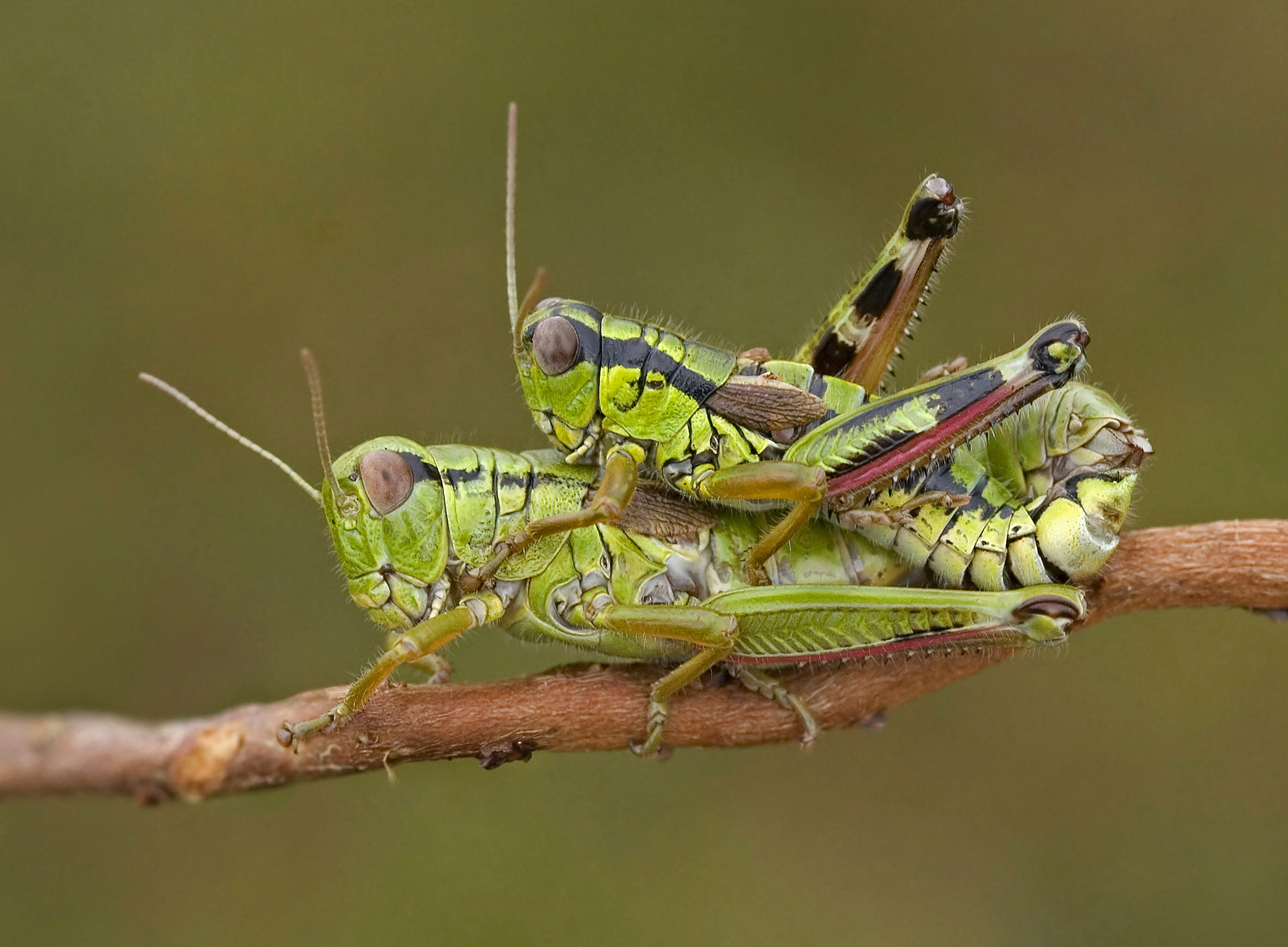

Magyarországon nem védett.